# واسطه (فیلم)
واسطه (انگلیسی: The Go-Between) فیلمی بریتانیایی در سبک رمانتیک به کارگردانی جوزف لوزی است که در سال ۱۹۷۱ منتشر شد. فیلم‌نامه این کار نوشته هارولد پینتر و اقتباس از رمانی به همین نام نوشته ال. پی هارتلی است. این فیلم در جشنواره فیلم کن ۱۹۷۱ برنده نخل طلایی شد.

## داستان
اوایل قرن بیستم پسر بچه دوازده ساله‌ای به‌نام «لیو کلستن» (گوارد) که برای گذراندن تعطیلات تابستان به ویلای همکلاسی‌اش، «مارکوس مادزلی» (گیبسن) دعوت شده، مبهوت شکوه و جلال اطرافش و جذابیت «ماریان» (کریستی)، خواهر بزرگتر «مارکوس» می‌شود. وقتی «مارکوس» به‌دلیل سرخک، قرنطینه می‌شود، «لیو» در پیاده‌روی‌هایش سر از «مزرعه سیاه» درمی‌آورد و «تد برجس» (بیتس)، مزرعه‌دار، از او می‌خواهد تا نامه‌ای دربارهٔ مسائل «کار» ی را به «ماریان» برساند و در این باره با هیچ‌کس صحبت نکند. به‌زودی «لیو» ی ساده‌لوح از این که پستچی شخصی آن دو شده و در ازای آن لبخندهای «ماریان» را تحویل می‌گیرد، بسیار احساس خوشبختی می‌کند و …
یکی از بهترین فیلم‌های لوزی با همان درونمایه مورد علاقه‌اش، زندگی نافرجام انسان‌هایی که متعلق به دو طبقه مختلف هستند.

## بازیگران
- جولی کریستی - مرین مادزلی (خانوم تریمینگهام)
- آلن بیتس - تد برگس
- مارگارت لیتون - خانوم مادزلی
- ادوارد فاکس - هیو تریمینگهام
- مایکل ردگریو - لئو کولستون
- مایکل گاف - آقای مادزلی
- راجر لوید-پک - چارلز